# Unterer Rosenbach
Der Untere Rosenbach ist ein knapp ein Kilometer langer, orografisch linker Nebenfluss der Weißen Elster im sächsischen Plauen, Deutschland.

## Geographie
Der Bach entspringt östlich von Reißig im Reißigwald auf einer Höhe von 384 m ü. NHN. Von hier aus fließt er in überwiegend östliche Richtungen und mündet nach einer rund einem Kilometer auf 319 m ü. NHN in die Weiße Elster. Der Rosenbach entwässert ein etwa 42 Hektar großes Einzugsgebiet über Weiße Elster, Saale, Elbe zur Nordsee. Bei einem Höhenunterschied von 65 m beträgt das mittlere Sohlgefälle 67 ‰.